# LabelFlash

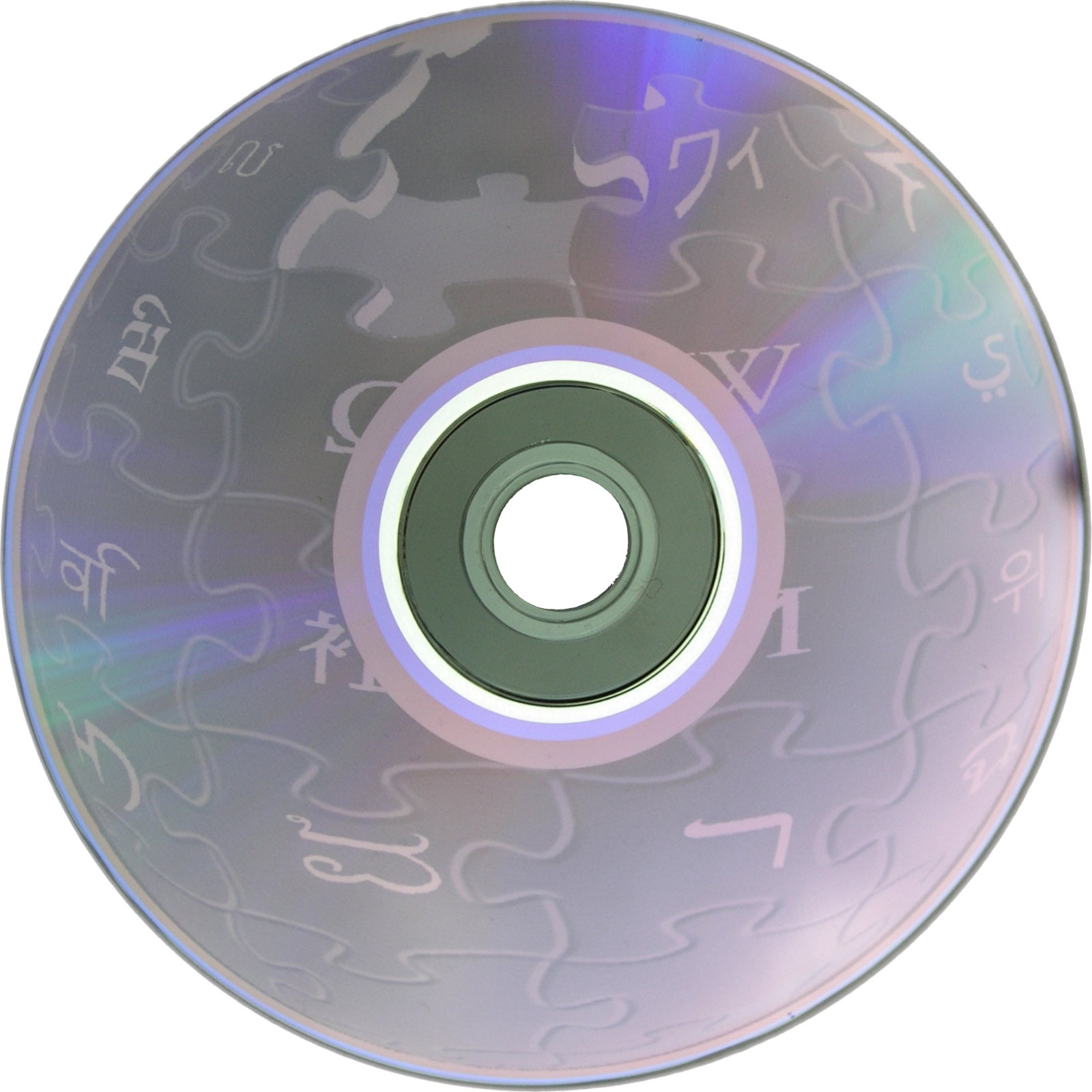
Um Verbatim DVD+R 2,4x comum impresso com o logotipo da Wikipedia usando um NEC ND-4571A.

LabelFlash é uma tecnologia que permite aos utilizadores gravar desenhos/imagens na superfície de discos DVD. A tecnologia foi introduzida em Dezembro de 2005, pela NEC. É uma tecnologia semelhante à Lightscribe, desenvolvida pela HP no ano anterior, contudo é mais comum ser encontrada em notebooks da marca Toshiba e Gateway.